# پوتمکین ۶۹۵۴
سیارک ۶۹۵۴ (به انگلیسی: 6954 Potemkin، نامگذاری:1987RB6) شش هزار و نهصد و پنجاه و چهارمین سیارک کشف شده‌است که در ۴ سپتامبر ۱۹۸۷ کشف شد.
قدر مطلق سیارک برابر ۱۳٫۹۰ است.